# Slobodan Živojinović
Slobodan "Boba" Živojinović srbski tenisač, * 23. julij 1963, Beograd, SFRJ. 
Eden najboljših srbskih teniških igralcev. Igral je od leta 1981 do leta 1992 za SFR Jugoslavijo in ZR Jugoslavijo. Najvišje, 19. mesto na lestvici ATP je dosegel 26. oktobra 1987.
Profesionalno kariero je zaključil z dvema posamičnima naslovoma in s sedmimi naslovi dvojic. Osvojil je Grand Slam US Open 1986. v paru z Andrésom Gómezom. Uspehi: Australian Open četrt finale (1985),French Open 3. mesto(1988), Wimbledon četrt finale (1986,
US Open 3. mesto (1987). Z nagradami je zaslužil 1,450,654 ameriških dolarjev. 1998 centimeterski desničar je osvojil tudi dva posamična turnirja, Houston 1986 in pa Sydney, 1988. V dvojicah je pa slavil kar osemkrat. Skupno ima posamično stopedeset zmag in stoosemintrideset porazov.
Živojinović je bil poročen z Zorico Desnica in z njo ima sina Filipa. Leta 1991 se je v hotelu Interkontinental v Beogradu poročil s pevko narodne glasbe Lepo Breno- Fahreta Jahić- Živojinović, bosanska in južnoslovanska pevka in estradna menedžerka. 
Skupaj imata tri otroke to so Stefan Živojinović, Filip Živojinović, Viktor Živojinović.
Slobodan Živojinović je bil predsednik Teniške zveze Srbije.